# Doug Burgum
Douglas James (Doug) Burgum (Arthur, 1 augustus 1956) is een Amerikaans zakenman en politicus van de Republikeinse Partij. Sinds 1 februari 2025 is hij minister van Binnenlandse Zaken van de Verenigde Staten in het kabinet-Trump II. Voordien was hij van 2016 tot 2024 gouverneur van de staat North Dakota. Voordat hij de politiek in ging, was Burgum een prominente figuur in de technologiesector, vooral bekend als de CEO van Great Plains Software, een bedrijf dat in 2001 door Microsoft werd overgenomen.

## Vroege leven en opleiding
Doug Burgum werd geboren in Arthur in de noordelijke staat North Dakota, waar hij opgroeide op een boerderij. Zijn jeugd in een landelijke omgeving zou later een invloed hebben op zijn politieke visie.
Burgum behaalde zijn bachelor in bedrijfskunde aan de North Dakota State University (NDSU), waar hij zijn interesse in zowel zaken doen als technologie ontwikkelde. Na zijn bacheloropleiding vervolgde hij zijn studie aan de Stanford Graduate School of Business, waar hij zijn Master of Business Administration (MBA) behaalde.

## Carrière in het bedrijfsleven
In 1983 kocht Burgum zich in bij Great Plains Software, een bedrijf dat boekhoudsoftware ontwikkelde voor kleine en middelgrote bedrijven. Hij werd vicepresident of marketing. Begin 1984 verwierf hij samen met een groep investeerders een meerderheidsaandeel en werd hij de nieuwe CEO van het bedrijf.
In 2001 werd Great Plains Software overgenomen door Microsoft voor een bedrag van $1,1 miljard in aandelen. Op het moment van de overname had Burgum 10% van de aandelen van Great Plains Software in bezit.
Na de overname werd Great Plains Software omgevormd tot de nieuwe Microsoft Great Plains Business Solutions-afdeling binnen Microsoft. Burgum werd aangesteld tot Senior Vice President van deze afdeling. In 2007 verliet Burgum Microsoft.
In 2006 richtte Burgum de Kilbourne Group, een vastgoedbedrijf, op en in 2008 was hij medeoprichter van Arthur Ventures, een durfkapitaalfonds.

## Politieke carrière
Als lid van de Republikeinse Partij stelde Burgum zich in 2016 kandidaat voor het gouverneurschap van North Dakota. Hij won de verkiezingen met 76,5% van de stemmen en trad in december 2016 aan als gouverneur. Vier jaar later, in 2020, werd hij met 65,8% van de stemmen herkozen voor een tweede termijn.
In juni 2023 kondigde Burgum zijn kandidatuur aan voor de Amerikaanse presidentsverkiezingen van 2024. In zijn campagne, waarbij economie en buitenlands beleid centraal stonden, investeerde hij ruim 12 miljoen dollar uit zijn eigen vermogen. Hij slaagde er echter niet in voldoende steun te verwerven en trok zich in december 2023 (nog voor de eerste Republikeinse voorverkiezingen) terug uit de strijd. Kort daarna besloot hij zich ook niet meer verkiesbaar te stellen voor een derde termijn als gouverneur van North Dakota. In december 2024 werd hij als gouverneur opgevolgd door zijn partijgenoot Kelly Armstrong.
Na zijn terugtrekking uit de presidentsverkiezingen sprak Burgum zijn steun uit voor de campagne van Donald Trump, die uiteindelijk werd verkozen tot president. In 2025 werd Burgum benoemd tot minister van Binnenlandse Zaken van de Verenigde Staten in de regering van Trump.